# John D. Eshelby
John Douglas Eshelby (21 décembre 1916 - 10 décembre 1981) est un scientifique anglais connu pour son apport en micromécanique. Ses travaux ont été essentiels dans les théories des  milieux hétérogènes, sur la plasticité et la fracture. Il a également travaillé sur les lois de vitesse pour les dislocations durant sa thèse de doctorat.

## L'inclusion d'Eshelby
Un des résultats célèbres d'Eshelby a trait à la perturbation mécanique due à une inclusion ellipsoïdale plongée dans un milieu uniforme d'extension infinie. Dans le cas où l'inclusion et la matrice ont un comportement linéaire élastique, et si le milieu est soumis à un chargement uniforme, le champ de déformation et de contrainte est uniforme dans l'inclusion, et il est possible de la calculer analytiquement au moyen d'intégrales elliptiques. Ce résultat est le fondement de la plupart des approximations de milieux effectifs, qui permettent de déterminer le comportement d'un milieu hétérogène (e.g. un matériau contenant des fissures) en considérant celui-ci comme homogène, mais avec des propriétés modifiées tenant compte de la nature et des interactions entre les hétérogénéités.

## Prix et distinctions
- 1977 : Médaille Timoshenko